# Каннингем, Мерс
Мерс Каннингем (англ. Merce Cunningham; 16 апреля 1919, Сентрейлия, штат Вашингтон  — 26 июля 2009, Нью-Йорк) — американский хореограф, создатель собственного стиля современного танца. Хореографию Мерса Каннингема часто противопоставляют раннему современному танцу — свободному, или танцу модерн — с его экспрессией и текучими ритмами.

## Биография и творчество
В 1939 году Каннингем поступил в труппу Марты Грэм и сразу проявил себя виртуозным мастером. Вскоре, однако, ему наскучили некоторые черты ее танца, в особенности, то значение, которое американская танцовщица придавала связи души и тела, считая, что движение должно выражать «внутреннее Я». Вместе с композитором Джоном Кейджем Каннингем считал, что современный танец слишком полагается на отдельных личностей и слишком много заимствует у литературы. Как и Кейдж, Каннингем стал использовать в хореографии так называемый «случайный метод», принципы алеаторики (решая, какую структуру танца выбрать, с помощью жребия — например, игральных костей). Это, как он считал, при сочинении композиций позволяло избавиться от сюжета и стереотипных решений, диктуемых бессознательным «вдохновением», и заменить их «объективным» и, в то же время, допускавшим случай методом.
С самого начала, с 1940-х годов, фрагментарность была ключевой характеристикой работ Каннингема. В его танце разные части тела двигались как бы независимо друг от друга, что создавало трудности для исполнителей. Переход между отдельными движениями был резким, разрывным, нарушавшим текучесть и ритм, вызывал изумление. Зрителей поражало также, как непривычно Каннингем использовал пространство сцены и то, что в его танце движения не были связаны с музыкой.
В 1991 году он начал использовать в своей хореографии компьютер, а именно программу под названием «LifeForms» («Формы жизни»). В этих программах пользователи могут оживлять фигуру и, задавая определенные параметры, создавать танец. Новая техника только усилила свойственную Каннингему тенденцию придумывать «неестественные» движения. Некоторые из его движений — например, сгибания рук в противоритме со сгибанием ног — типичны для движений, порожденных компьютером. В хореографической композиции «Beach Birds for Camera» (1991) фрагментированность тела, похожие на роботов жесткие движения, странные угловатые движения рук и ног выдают влияние компьютерной программы. Другая хореографическая работа, «BIPED» (1999), использует технику «остановленного движения». Камера ловит движение сенсоров, закрепленных на теле танцоров, и переводит его в цифровое изображение, передаваемое на установленный на сцене экран.
Каннингем использовал новые технологии, чтобы расширить спектр движений человека и возможности его координации. От танцоров это требует значительных усилий, изменения их «естественных» способов двигаться. Танцоры труппы Каннингема как бы «переписывают» законы человеческой координации. Его работы часто критиковались за их якобы чистую формальность и даже отсутствие гуманизма. Тем не менее, его объективность далека от пустого формализма и имеет целью борьбу с культурными стереотипами.
Скончался 26 июля 2009 года в Нью-Йорке.

## Признание и награды
- 1982 — премия Сэмюэла Скриппса[англ.] / ADF за достижения в области современного танца.
- Кавалер и офицер Ордена Почётного легиона (1989, 2004), десятки других национальных и международных наград.